# Robin Bormuth
Robin Bormuth (Groß-Rohrheim, 19 settembre 1995) è un calciatore tedesco, difensore del Karlsruhe.

## Caratteristiche tecniche
È un difensore centrale.

## Carriera
Cresciuto nelle giovanili del Fortuna Düsseldorf, ha esordito in prima squadra il 20 agosto 2016 in occasione del match di DFB-Pokal vinto 3-0 contro l'Hansa Rostock.

## Statistiche

### Presenze e reti nei club
Statistiche aggiornate al 22 febbraio 2025.
| Stagione                  | Squadra                   | Campionato                | Campionato | Campionato | Coppe nazionali | Coppe nazionali | Coppe nazionali | Coppe continentali | Coppe continentali | Coppe continentali | Altre coppe | Altre coppe | Altre coppe | Totale | Totale | Totale |
| Stagione                  | Squadra                   | Comp                      | Pres       | Reti       | Comp            | Pres            | Reti            | Comp               | Pres               | Reti               | Comp        | Pres        | Reti        | Pres   | Reti   |        |
| ------------------------- | ------------------------- | ------------------------- | ---------- | ---------- | --------------- | --------------- | --------------- | ------------------ | ------------------ | ------------------ | ----------- | ----------- | ----------- | ------ | ------ | ------ |
| 2013-2014                 | F. Düsseldorf II          | RL                        | 3          | 0          | -               | -               | -               | -                  | -                  | -                  | -           | -           | -           | 3      | 0      |        |
| 2014-2015                 | F. Düsseldorf II          | RL                        | 15         | 0          | -               | -               | -               | -                  | -                  | -                  | -           | -           | -           | 15     | 0      |        |
| 2015-2016                 | F. Düsseldorf II          | RL                        | 33         | 1          | -               | -               | -               | -                  | -                  | -                  | -           | -           | -           | 33     | 1      |        |
| 2016-2017                 | F. Düsseldorf II          | RL                        | 5          | 0          | -               | -               | -               | -                  | -                  | -                  | -           | -           | -           | 5      | 0      |        |
| 2017-2018                 | F. Düsseldorf II          | RL                        | 4          | 1          | -               | -               | -               | -                  | -                  | -                  | -           | -           | -           | 4      | 1      |        |
| 2018-2019                 | F. Düsseldorf II          | RL                        | 2          | 0          | -               | -               | -               | -                  | -                  | -                  | -           | -           | -           | 2      | 0      |        |
| 2019-2020                 | F. Düsseldorf II          | RL                        | 2          | 0          | -               | -               | -               | -                  | -                  | -                  | -           | -           | -           | 2      | 0      |        |
| Totale F. Düsseldorf II   | Totale F. Düsseldorf II   | Totale F. Düsseldorf II   | 64         | 2          |                 | -               | -               |                    | -                  | -                  |             | -           | -           | 64     | 2      |        |
| 2016-2017                 | Fortuna Düsseldorf        | 2L                        | 21         | 2          | CG              | 1               | 0               | -                  | -                  | -                  | -           | -           | -           | 22     | 2      |        |
| 2017-2018                 | Fortuna Düsseldorf        | 2L                        | 22         | 1          | CG              | 2               | 0               | -                  | -                  | -                  | -           | -           | -           | 24     | 1      |        |
| 2018-2019                 | Fortuna Düsseldorf        | BL                        | 10         | 0          | CG              | 1               | 0               | -                  | -                  | -                  | -           | -           | -           | 11     | 0      |        |
| 2019-2020                 | Fortuna Düsseldorf        | BL                        | 3          | 0          | CG              | 0               | 0               | -                  | -                  | -                  | -           | -           | -           | 3      | 0      |        |
| Totale Fortuna Düsseldorf | Totale Fortuna Düsseldorf | Totale Fortuna Düsseldorf | 56         | 3          |                 | 4               | 0               |                    | -                  | -                  |             | -           | -           | 60     | 3      |        |
| 2020-2021                 | Karlsruhe                 | 2L                        | 27         | 4          | CG              | 1               | 0               | -                  | -                  | -                  | -           | -           | -           | 28     | 4      |        |
| 2021-2022                 | Karlsruhe                 | 2L                        | 8          | 0          | CG              | 1               | 0               | -                  | -                  | -                  | -           | -           | -           | 9      | 0      |        |
| lug.-ago. 2022            | Paderborn                 | 2L                        | 0          | 0          | CG              | 1               | 0               | -                  | -                  | -                  | -           | -           | -           | 1      | 0      |        |
| ago. 2022-2023            | Kaiserslautern            | 2L                        | 21         | 0          | CG              | 0               | 0               | -                  | -                  | -                  | -           | -           | -           | 21     | 0      |        |
| 2023-2024                 | Karlsruhe                 | 2L                        | 23         | 1          | CG              | 1               | 0               | -                  | -                  | -                  | -           | -           | -           | 24     | 1      |        |
| 2024-2025                 | Karlsruhe                 | 2L                        | 5          | 0          | CG              | 0               | 0               | -                  | -                  | -                  | -           | -           | -           | 5      | 0      |        |
| Totale Karlsruhe          | Totale Karlsruhe          | Totale Karlsruhe          | 63         | 5          |                 | 3               | 0               |                    | -                  | -                  |             | -           | -           | 66     | 5      |        |
| Totale carriera           | Totale carriera           | Totale carriera           | 204        | 10         |                 | 8               | 0               |                    | -                  | -                  |             | -           | -           | 212    | 10     |        |

## Palmarès

### Club

#### Competizioni nazionali
- 2. Fußball-Bundesliga: 1

Fortuna Düsseldorf: 2017-2018